# Junta governativa paraibana de 1891
A Junta governativa paraibana de 1891 foi um triunvirato formado por:
- Cláudio de Amaral Savaget, coronel, presidente da junta
- Eugênio Toscano de Brito
- Joaquim Fernandes de Carvalho.

A junta governativa assumiu o governo do estado em 27 de novembro de 1891, permanecendo no cargo até 18 de fevereiro de 1892.